# Haaksbergen
Haaksbergen es un municipio y una localidad de la provincia de Overijssel, en los Países Bajos, al sur de la región de Twente. Cuenta con una superficie de 105,50 km ², de los que 0,61 km ² corresponden a la superficie ocupada por el agua. El 1 de enero de 2014 el municipio tenía una población de 24.344 habitantes, lo que supone una densidad de 232 h/km², y el pueblo homónimo 17.930 habitantes. Con Haaksbergen forman el municipio otros nueve núcleos de población menores, considerados aldeas o parroquias.

## Historia
Aunque hay indicios de poblamiento anterior en el área del municipio, el pueblo de Haaksbergen debió de fundarse en torno al 800 d. C. como asentamiento agrícola  a las orillas del río Schipbeek o Buursbek. La primera mención documental es ya del siglo XII, registrado como propiedad nobiliar. Dos siglos después se asentó el mercado, pero el crecimiento llegó ya en el siglo XIX con la industria textil. Como en el resto de Twente, se establecieron algunas industrias textiles que ocuparon a la mayor parte de la población. Destacó entre ellas la fábrica D. Jordaan & Zonen en la que nueve obreros fueron fusilados por los nazis durante la Segunda Guerra Mundial por haber participado en una huelga. La crisis de la producción textil a comienzos de la década de 1970 llevó al cierre de estas fábricas.

## Galería de imágenes

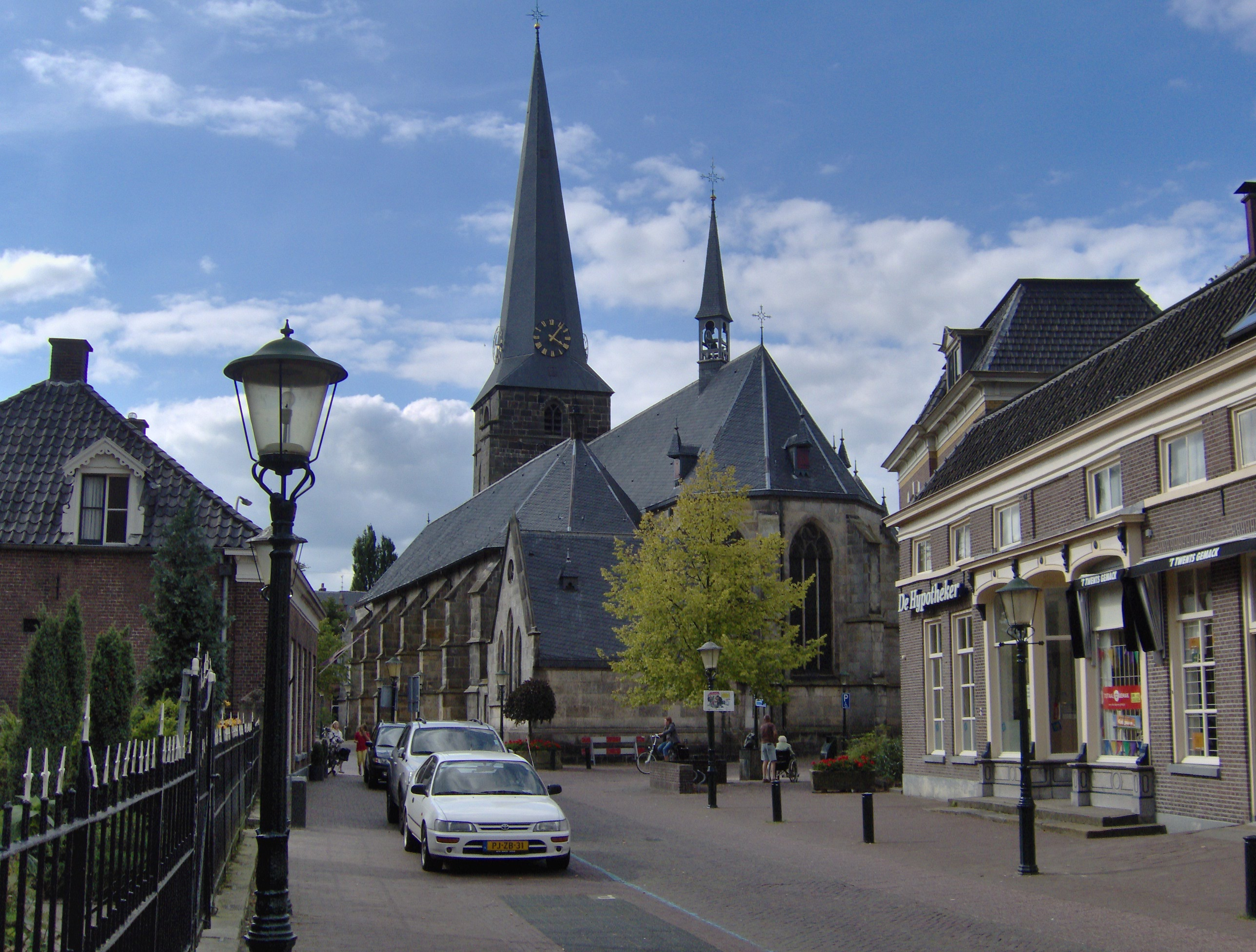
Iglesia de San Pancracio
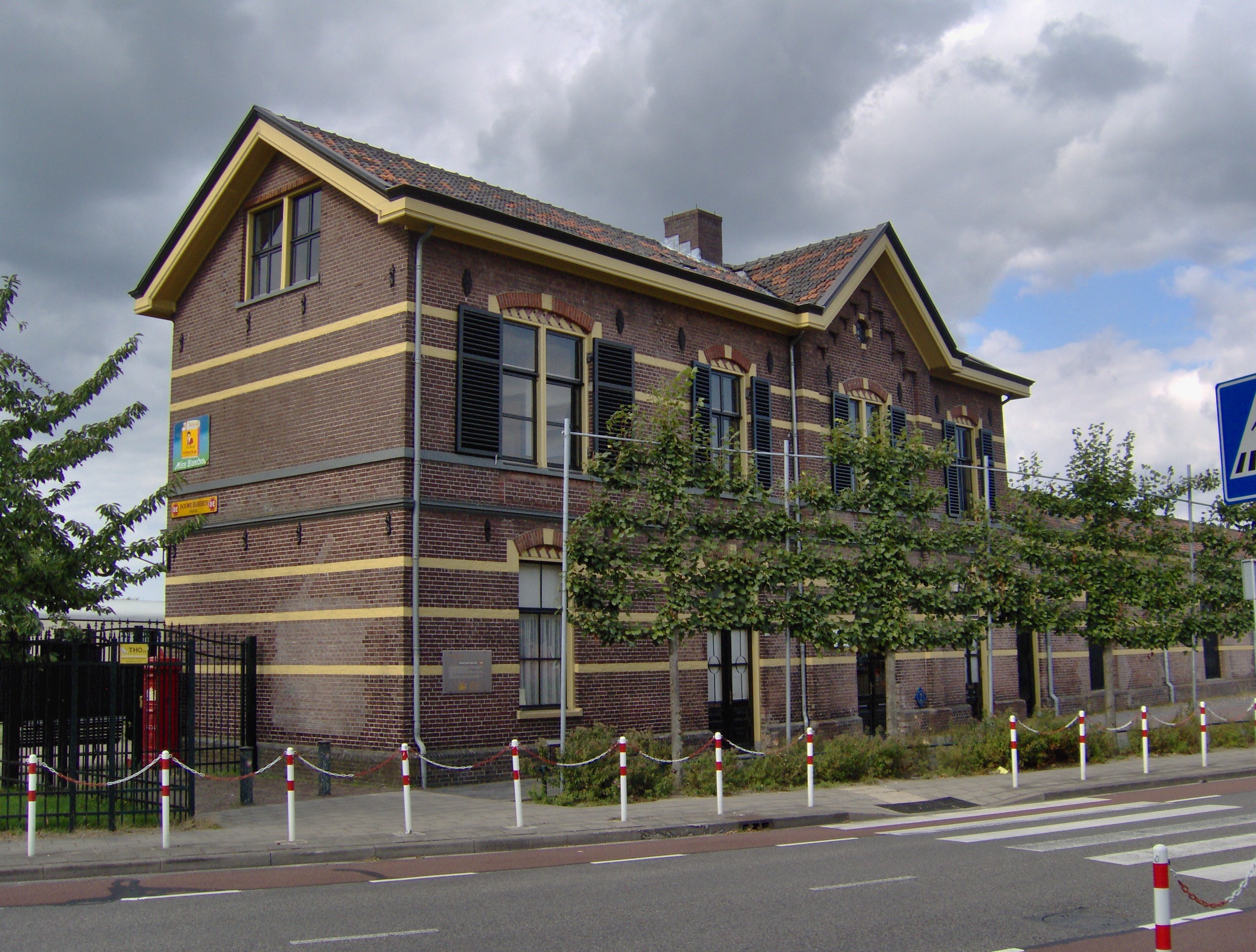
Estación de tren, actualmente convertida en el Museum Buurtspoorweg, museo del ferrocarril entre Haaksbergen  y Boekelo
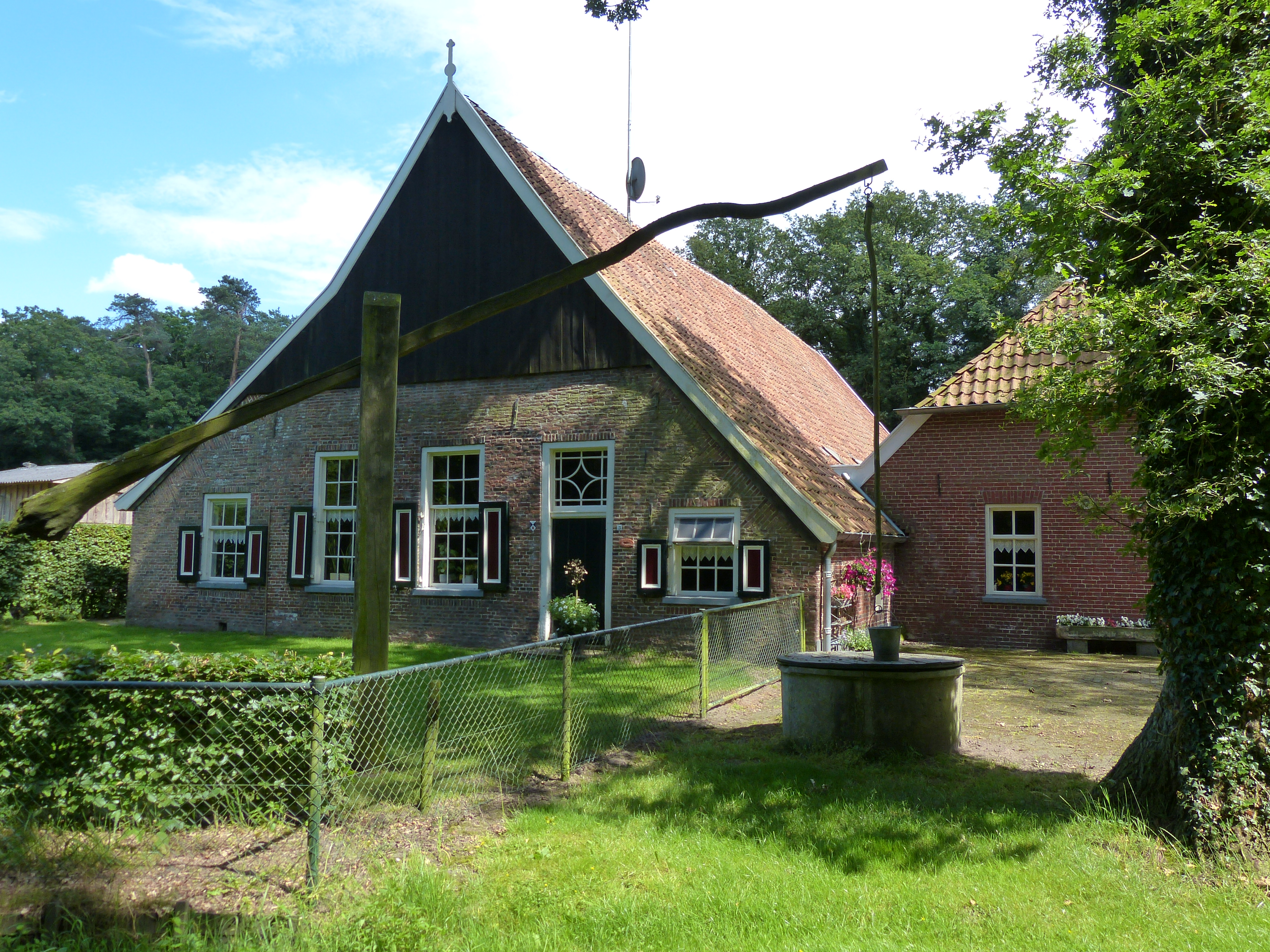
Granja en Langelo
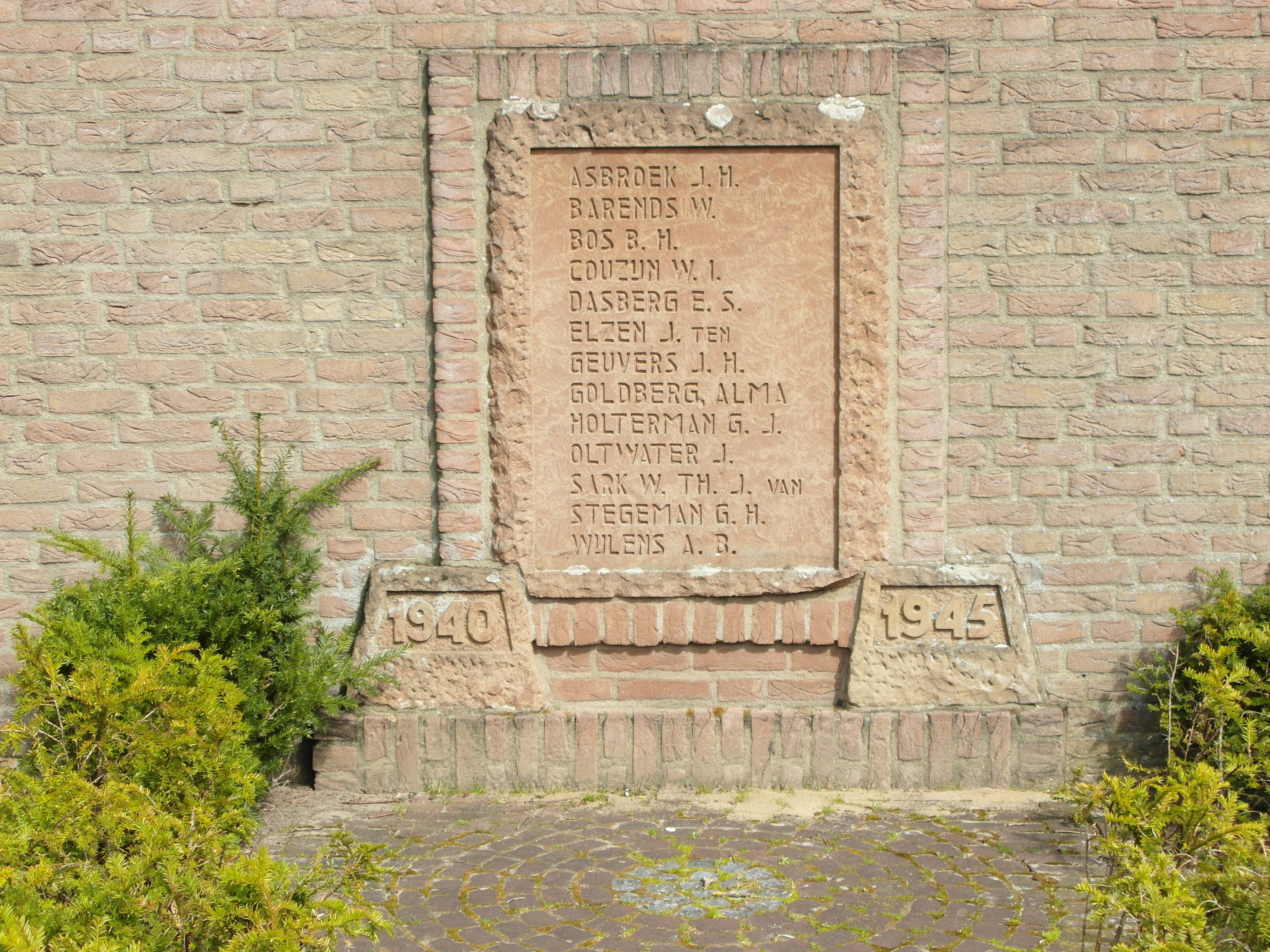
Lápida en homenaje a los obreros de la fábrica D. Jordaan & Zonen, víctimas civiles de la Segunda Guerra Mundial